# Classe Al Bushra (motocannoniera)
Le navi della classe Al Bushra sono una serie di Motocannoniere missilistiche che hanno prestato servizio presso la marina omanita dal 1973 al 1986.

## Storia
Nel 1971 la Al-Bahriyya al-Malikiyya al-‘Umāniyya ordinò presso il cantiere navale Brooke Marine di Lowestoft, in Gran Bretagna, tre pattugliatori da 37,5 m armati  con due cannoni a d.s Breda-Bofors 564 cal.40/70 mm, in impianti singoli, uno a prua e uno a poppa. Le tre unità, B-1 Al Bushra, B-2 Al Mansur e B-3 Al Nejah, sono state consegnate tra il gennaio e il marzo 1973. Nel 1974 vennero ordinate altre quattro unità di una versione leggermente più grande, e con armamento modificato, denominata classe Al Wafi.

## Caratteristiche tecniche
Si trattava di unità con un dislocamento a pieno carico di 153 tonnellate, lunghe 37,5 m, larghe 6,65 m. L'apparato propulsivo e di tipo CODELOD è costituito da due motori diesel Paxman Ventura 16RP200 eroganti complessivamente una potenza di 4.800 hp.  La velocità massima raggiungibile era pari a 25 nodi.
L’armamento installato dopo i lavori eseguiti nel 1978 era costituito da un impianto binato a d.s Breda Dardo per cannoni cal.40/70 mm, e due missili superficie-superficie antinave Aérospatiale MM-38 Exocet.  La dotazione elettronica comprendeva un radar di navigazione Decca 1226 e un sistema di controllo del tiro Sperry Sea Archer.

## Impiego operativo
La capoclasse B-1 Al Bushra il 28 novembre 1978, nel golfo di Biscaglia, mentre rientrava verso l'Oman al termine dei lavori di modernizzazione. Una tempesta strappò via l'unità dal ponte della nave dove si trovava per il rientro, e essa affondò quando precipitò in mare.

## Unità
| N° | Nome      | Cantiere                 | Impostazione | Varo | Ingresso in servizio | Radiazione       |
| -- | --------- | ------------------------ | ------------ | ---- | -------------------- | ---------------- |
| B1 | Al Bushra | Broke Marine, Lowestoft  |              |      | 22/01/1973           | 22/11/1978       |
| B2 | Al Mansur | Brooke Marine, Lowestoft |              |      | 26/03/1973           | radiata nel 1986 |
| B3 | Al Nejak  | Brooke Marine, Lowestoft |              |      | 15/05/1973           | demolita 1983    |

### Annotazioni
1. ↑  I dati dell'armamento e dell'elettronica sono a dopo i lavori di modernizzazione del 1978.

### Fonti
1. 1 2 3 4 5 6 7 8 9 10  Navypedia.
2. ↑  Cordesman 2018, p. 191.